# I-27 (sous-marin)
Pour les articles homonymes, voir I27.
Le I-27 (イ-27) est un sous-marin de la marine impériale japonaise de type B1 en service durant la Seconde Guerre mondiale.

## Construction
Construit par l'Arsenal naval de Sasebo au Japon, le I-27 a été mis sur cale le 5 juillet 1939, sous le nom de Sous-marin n° 140. Il a été lancé le 6 juin 1940 et renuméroté I-29. Le 1er novembre 1941, il est renuméroté à nouveau en tant que I-27. Il a été achevé et mis en service le 24 février 1942.

## Description
Le I-27, pesant près de 2 600 tonnes en surface, était capable de plonger à 100 m, puis de se déplacer à une vitesse maximale de 8 nœuds, avec une autonomie de 96 milles nautiques à une vitesse réduite de 3 nœuds. En surface, sa portée était de 14 000 milles nautiques, développant une vitesse maximale de 23,6 nœuds. Il transportait un hydravion de reconnaissance biplace Yokosuka E14Y (connu des Alliés sous le nom de Glen), stocké dans un hangar hydrodynamique à la base de la tour de navigation (kiosque).

## Histoire du service
Il entre en service le 24 février 1942 et est rattaché au district naval de Kure, affecté à la 14e sous-division de la 6e Flotte, avec le I-28. Yoshimura Iwao est le commandant.
Le 27 mars 1942, l'état-major de la Kriegsmarine (marine allemande) demande à la Marine impériale japonaise de lancer des opérations contre les convois alliés dans l'océan Indien .Le 8 avril 1942, les japonais acceptent formellement d'envoyer des sous-marins sur la côte Est de l'Afrique.
Il prend part aux opérations de l'Axe dans les eaux australiennes. Le 31 mai 1942, le I-27 lance le sous-marin de poche M-14 comme premier sous-marin pour l'attaque de Sydney, en Nouvelle-Galles du Sud, en Australie.
Le 4 juin 1942, le SS Iron Crown, en route vers Whyalla-Newcastle, fut torpillé et coulé à 70 km au sud-sud-ouest de l'île Gabo par le I-27. Trente-huit des quarante-deux membres de son équipage ont été perdus, les survivants ayant été récupérés par le SS Mulbera.
Le 20 mars 1943, le SS Fort Mumford a été torpillé et coulé dans l'océan Indien à la position géographique de 10° 00′ N, 71° 00′ E par le I-27. Le seul survivant de ce naufrage n'a fait aucun commentaire sur le sort de l'équipage, bien que certaines publications suggèrent qu'il pourrait avoir été tué par l'équipage du I-27. Il n'y a aucune preuve dans un sens ou dans l'autre, mais il n'y a également aucune preuve que le I-27 ait pris de telles mesures en d'autres occasions.
Le 3 juin 1943, le I-27 torpilla et coula le SS Montanan dans l'océan Indien,. 5 membres de l'équipage du Montanan furent tués et 58 furent secourus.
Le 5 juillet 1943, le I-27 torpilla et coula le SS Alcoa Protector, qui faisait partie du convoi PA 44 dans le golfe d'Oman. Les moteurs à turbine de ce navire ont ensuite été récupérés et utilisés pour propulser le cargo des Grands Lacs Kinsman Independent.
Le 8 novembre 1943, le I-27 coula le Liberty ship SS Sambridge. Les survivants parvinrent à rejoindre les canots de sauvetage en toute sécurité et le commandant du navire, le capitaine H. Scurr, fut fait prisonnier. Une rafale de mitrailleuse fut entendue par les survivants, mais sa raison est inconnue car Scurr fut finalement libéré du camp de prisonniers de Changi à la fin de la guerre.
Le sous-marin a torpillé et coulé le navire à vapeur allié SS Khedive Ismail près des Maldives le 12 février 1944, tuant 1 297 passagers et membres d'équipage. Après l'attaque, le I-27 a tenté de se cacher sous les survivants du Khedive Ismail qui flottaient dans l'eau. Néanmoins, les destroyers de la Royal Navy HMS Paladin et HMS Petard ont localisé le sous-marin et l'ont détruit avec des grenades sous-marines, un éperonnage et des torpilles à la position géographique de 1° 25′ N, 72° 22′ E. Quatre-vingt-dix-neuf membres de l'équipage du I-27 ont été tués. Un survivant a été capturé par les Britanniques.